# Ignacy Moś
Ignacy Moś (ur. 17 maja 1917 w Ostrzeszowie, zm. 14 grudnia 2001 w Poznaniu) – polski działacz społeczny, kolekcjoner i kupiec.

## Życiorys
W młodości związany z Ostrzeszowem i Ostrowem Wielkopolskim. Podczas II wojny światowej wysiedlony przez Niemców do Kielc, gdzie pomógł w wykupieniu z rąk hitlerowców jedynego syna Henryka Sienkiewicza - Henryka Józefa, ratując go przed wywózką do obozu koncentracyjnego (Henryk Józef ofiarował mu w rewanżu unikalne wydanie Quo Vadis, będące zaczynem pasji sienkiewiczowskiej Mosia). Przyjaciel rodziny Henryka Sienkiewicza i kolekcjoner sienkiewiczianów. Kult pisarza przerodził się w pasję, która zdominowała całe jego życie. Twórca i kustosz Muzeum Literackiego Henryka Sienkiewicza w Poznaniu (oddział Biblioteki Raczyńskich, utworzony w 1978). Od 1978 roku pełnił funkcję Honorowego Kustosza Muzeum. Do końca życia miał gromny wpływ na jego zbiory, które nieprzerwanie powiększał.
Postać darzona powszechnym szacunkiem. W Muzeum Regionalnym w Ostrzeszowie znajduje się stała ekspozycja "Ignacy Moś – rodzinnemu miastu". Od 2001 część także stałej ekspozycji w Muzeum Literackim Henryka Sienkiewicza poświęcona jest społecznikowi. Kawaler Orderu Uśmiechu i Wielkiego Krzyża Orderu Świętego Sylwestra, honorowy obywatel Ostrzeszowa (1992) i Ostrowa Wielkopolskiego. Fundator około pięćdziesięciu tablic pamiątkowych czczących postacie i wydarzenia historyczne. Fundator dzwonów dla kościoła św. Mikołaja w Ostrzeszowie. W maju 2001 Rada Miasta Poznania przyznała mu odznaczenie "Zasłużony dla Miasta Poznania".